# Мутизам
Мутизам, безласност, мутавост, или немост је врста поремећаја код деце и одраслих коју карактерише неспособност моћи говора уз покушавање разумевање говора других. У зависности од узрока, може, а и не мора бити трајно стање. Код деце разлози могу бити развојни, психилошки, неуролошки или физички, а код одраслих који су раније могли да говоре, разлог може бити повреда, болест или оштећење дела мозга потребног за говор током операције.